# Franz von Assisi
Franz von Assisi è un breve saggio biografico scritto da Hermann Hesse nel 1904, che racconta la vita di San Francesco d'Assisi, ed è seguito da un'appendice sui suoi fioretti composta nel 1905.
Di seguito l'incipit del prologo:
Tuttavia simili spiriti esercitarono un'influenza enorme su interi popoli ed epoche, sì che tutti li conoscevano, ne parlavano con entusiasmo e desideravano saperne di più. Fu così che il loro nome e le notizie sulla loro esistenza passavano di bocca in bocca e neppure col passare dei secoli andarono perduti tra i flutti e il mutare dei tempi. [...]»
(Inizio del prologo di Francesco d'Assisi, trad. it. di Barbara Griffini, pag. 6, Mondadori, 2013)

## Analisi e contenuto
L'opera è una testimonianza della forte influenza esercitata su Hermann Hesse dalla religiosità francescana, di cui il suo animo inquieto fu attratto dagli ideali di semplicità e di armonia con la natura.
Fu scritta dopo una serie di viaggi compiuti in Italia tra il 1901 e il 1904, in cui lo scrittore aveva avuto modo di conoscere i luoghi francescani, e dei quali si trovano echi anche nel Peter Camenzind risalente allo stesso periodo.
Come il protagonista di Siddharta, un altro dei suoi romanzi più celebri scritto anni dopo, sebbene permeato della spiritualità dell'India, così la descrizione di Francesco dell'Italia medievale è quella di un giovane sospinto da una continua insoddisfazione a rinunciare a tutto ciò che possedeva, agli agi e alle ricchezze, per ricercare la felicità in quel che non aveva, cioè la povertà.
(H. Hesse, Francesco d'Assisi, trad. it. di Anna Maria Cocchi, pag. 7, Piano B, 2012)
Hesse racconta come Francesco fosse riuscito, in maniera semplice e del tutto naturale, a sentire la «voce di Dio» nel creato, tra il vento, gli alberi e gli animali, compiendo il passaggio dal regno mondano del tempo a quello celeste dell'eternità, senza portarsi appresso alcun bagaglio né fardello. 
Vincere se stessi è il dono che, come rivela a frate Leone, consente di sostenere volentieri pene, ingiurie, e affanni.
Ripudiato e diseredato dal proprio padre naturale, Francesco fece voto di povertà, girovagando per l'Umbria, sua terra natia, prendendosi cura dei lebbrosi e dei bisognosi con una spensierata e innocente allegria. Sia oggi come nel XIII secolo, tali gesti vengono giudicati sconsiderati, ma sin da allora egli non aveva più voluto vantarsi di nulla, né avere pretesti per apparire presuntuoso: seguì alla lettera le parole di Gesù senza caricarle di nessuna interpretazione dottrinale.
Quando Francesco andò in cerca di denaro per riparare la chiesa di San Damiano nella sua città natale di Assisi, reincontrò i suoi vecchi amici bevitori, e superando l'imbarazzo iniziale chiese loro un'offerta con successo. Dopo il restauro di San Damiano, Francesco si occupò della cappella della Porziuncola, anch'essa da ristrutturare, la quale diventerà il suo rifugio per gli anni a venire. È qui che si ritirava in meditazione, e qui dove si recò dai suoi fedeli poco prima di morire.

### San Francesco «poeta»
Hesse definisce San Francesco un «vero poeta», sebbene di lui ci sia pervenuto solo il cantico di frate Sole. Egli giustifica questa definizione per il fatto che, come messo in luce da Henry Thode, la sua voce risuonava nei dipinti di Giotto nella basilica di Assisi, «culla della grande fioritura artistica italiana», che si devono a lui tutto un fiorire di leggende sulla sua vita, che il suo ideale di amore ispirò i canti di Tommaso da Celano e di altri numerosi poeti come Jacopone da Todi. 
(H. Hesse, Francesco d'Assisi, trad. it. di Barbara Griffini, pag. 66, Mondadori, 2013)

### Altre cronache francescane
A questa biografia tra il romanzo e la favola, Hesse aggiunse, oltre alle Leggende e ai Fioretti in appendice, anche un racconto intitolato Il gioco dei fiori: dall'infanzia di San Francesco d'Assisi, pubblicato nel 1919, in cui spicca la figura materna di Domina Pica, madre di Francesco.

## Edizioni italiane
- Francesco d'Assisi seguito da L'infanzia di san Francesco d'Assisi, trad. di Maria Grazia Cocconi Poli ed Eva Banchelli, Collana Tasco, Milano, Sugarco, 1980.
- Francesco d'Assisi. Con otto miniature da un codice della «Legenda maior» di Bonaventura da Bagnoregio, traduzione di Barbara Griffini, Introduzione di Giorgio Zampa, Collana La Fenice, Parma, Guanda, 1989, ISBN 978-88-774-6427-9. - Collana I Quaderni della Fenice, Guanda, 1994.
- Francesco d'Assisi, traduzione di Francesca Ricci e Mirella Ulivieri, Introduzione di Giovanni Gigliozzi, Nota biografica e Bibliografia di Viviana Finzi Vita, Collana Tascabili Economici n.40, Roma, Newton Compton, 1993, ISBN 978-88-798-3009-6.
- Francesco d'Assisi, a cura di Alessandro Vaccari, La Biblioteca Ideale Tascabile, Milano, Opportunity Book, 1995.
- Francesco D'Assisi, trad. di Anna Maria Cocchi, Prato, Piano B Edizioni, 2012, ISBN 978-88-966-6545-9.
- Francesco D'Assisi, trad. di Barbara Griffini, Collana Oscar, Milano, Mondadori, 2013, ISBN 978-88-046-3322-8.